# Dirhicnus
Dirhicnus is een geslacht van vliesvleugeligen uit de familie Pteromalidae. De wetenschappelijke naam van dit geslacht is voor het eerst geldig gepubliceerd in 1878 door Carl Gustaf Thomson.

## Soorten
Het geslacht Dirhicnus omvat de volgende soorten:
- Dirhicnus clandestinus (Förster, 1841)
- Dirhicnus ferrierei (Hedqvist, 1959)
- Dirhicnus ramealis (Nees, 1834)